# Dama (Syria)
Dama (arab. داما) – miejscowość w Syrii, w muhafazie As-Suwajda. W 2004 roku liczyła 1799 mieszkańców.